# 925
925 كانت سنة بسيطة تبدأ يوم السبت حسب التقويم اليولياني.

## أحداث
- 14 يناير - سُقوط مملكة أستورياس وتفككها رسمياً

## مواليد
- أبو الفرج الببغاء شاعر عراقي
- باسيل ليكابينوس
- ماسويه المارديني طبيب سوري
- يوحنا زيمسكي